# Commodore CDTV
Commodore CDTV (CDTV) је био кућни рачунар фирме Комодор (Commodore) који је почео да се производи у САД од 1990. године.
Користио је Motorola MC 68000 као микропроцесор. RAM меморија рачунара је имала капацитет од 512 KB (касније проширено до 1Mb Chip RAM). 
Као оперативни систем кориштен је AMIGA DOS, Kickstart: 1.3 (+ additional CD support).

## Детаљни подаци
Детаљнији подаци о рачунару CDTV су дати у табели испод.
|                       |                                                                                        |
| [ 1 ]                 |                                                                                        |
| Произвођач            | Комодор                                                                                |
| Тип                   | кућни рачунар                                                                          |
| Меморија              | 512 (касније проширено до 1Mb Chip RAM)                                                |
| Поријекло             | Сједињене Америчке Државе                                                              |
| Година                | 1990                                                                                   |
| Тастатура             | опциона професионална тастатура пуног помака тастера                                   |
| Процесор              |                                                                                        |
| Фреквенција процесора | 7,14                                                                                   |
| RAM                   | 512 (касније до 1Mb Chip RAM)                                                          |
| ROM                   | 192                                                                                    |
| Текст                 | 60 x 32 / 80 x 32                                                                      |
| Графика               | неколико графичких модова, највише кориштен: 320 x 240 (32 боје) / 640 x 240 (16 боја) |
| Боја                  | 4096                                                                                   |
| Звук                  | четири 8-битна PCM гласа                                                               |
| Димензије             | 430mm ш x 330mm д x 95mm в                                                             |
| Портови               |                                                                                        |
| Оперативни систем     |                                                                                        |